# John Farnham
John Peter Farnham (Dagenham, 1º luglio 1949) è un cantante australiano, di genere pop e rock.

## Biografia
Gran parte della sua carriera fu da solista, salvo una parentesi nella band Little River Band tra il 1982 e il 1985 e come sostituto del cantante Glenn Shorrock. Nel settembre 1986 un suo singolo, You're the Voice, si piazzò alla posizione numero 1 delle classifiche australiane. L'album associato, Whispering Jack, mantenne la numero 1 per 25 settimane, ed è tuttora il disco più venduto della storia dell'Australia.
Con una carriera di oltre 40 anni, è l'unico artista australiano ad avere una registrazione alla posizione numero 1 nelle classifiche in 5 decenni differenti, grazie ai singoli Sadie (The Cleaning Lady) nel 1967, Raindrops Keep Fallin' on My Head nel 1970 e Age of Reason nel 1988, e gli album Age of Reason, Chain Reaction, Then Again..., Anthology 1: Greatest Hits 1986-1997, 33⅓ e The Last Time.
Farnham ha ricevuto innumerevoli premi, tra cui l'ingresso nel 2003 nella ARIA Hall of Fame. Dal 1969 è stato votato Re del Pop dai lettori di TV Week per 5 anni consecutivi.
Il critico musicale Ian McFarlane lo ha descritto come:
(Ian McFarlane)

## Vita privata
Farnham è sposato con la ballerina Jillian Billman dal 1973. La coppia ha due figli maschi, Robert e James.

## Discografia
- 1968 - Sadie

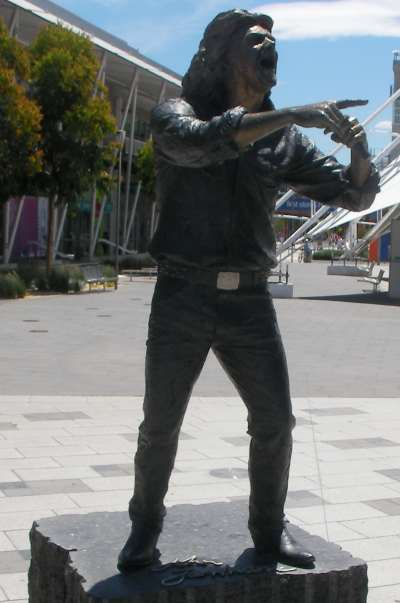
Statua di John Farnham a Docklands

- 1968 - Everybody Oughta Sing a Song
- 1970 - Looking Through a Tear
- 1970 - Christmas Is... Johnny Farnham
- 1971 - Johnny
- 1971 - Together
- 1972 - Johnny Farnham Sings the Shows
- 1974 - Johnny Farnham Sings Hits from the Movies
- 1975 - JP Farnham Sings
- 1980 - Uncovered
- 1986 - Whispering Jack
- 1988 - Age of Reason
- 1990 - Chain Reaction
- 1993 - Then Again...
- 1996 - Romeo's Heart
- 2000 - 33⅓
- 2002 - The Last Time
- 2005 - I Remember When I Was Young
- 2010 - Jack
- 2016 - Friends for Christmas